# Alcaraz
Alcaraz – gmina w Hiszpanii, w prowincji Albacete, w Kastylii-La Mancha, o powierzchni 370,53 km². W 2011 roku gmina liczyła 1597 mieszkańców.